# Olga Kistler-Ritso
Olga Kistler-Ritso (ur. 26 czerwca 1920 w Kijowie, zm. 19 listopada 2013 w Redmond) – inicjatorka powstania Muzeum Okupacji w Tallinnie.
Matka Olgi Ritso i dziadkowie z jej strony zmarli na skutek klęski głodu w latach 1921–1922. Jej ojciec był Estończykiem i studiował medycynę, w 1922 roku został aresztowany przez bolszewików. Olga przy pomocy wujka dostała się do Tallinna, gdzie wychowywała się w przybranej rodzinie. W 1931 lub 1932 roku z ZSRR powrócił jej ojciec. Ukończyła medycynę na Uniwersytecie w Tartu. Jesienią 1944 roku uciekła na terytorium III Rzeszy. Jako okulista i pediatra pracowała w obozach dla przesiedlonych. W 1949 roku wyemigrowała do Stanów Zjednoczonych, rodzinę w Estonii odwiedziła dopiero w 1976 roku. W 1960 roku wyszła za Waltera Kistlera. Po śpiewającej rewolucji interesowała się kwestią upamiętnienia okupacji Estonii przez ZSRR i III Rzeszę. W tym celu w 1998 roku powołała do życia Kistler–Ritso Sihtasutus Eesti (pol. Estońską Fundację Kistler-Ritso). Muzeum Okupacji zostało otworzone w lipcu 2003 roku, środki na jego budowę pochodziły z prywatnych datków. Olga Kistler-Ritso miała córkę Sylvię Thompson, która przejęła po matce funkcję prezesa fundacji.